# Platja de Malgrat
La platja de Malgrat, o platja de Malgrat Centre, és una platja semiurbana situada enfront del poble de Malgrat de Mar (Maresme). Limita al nord-est amb la platja de la Conca, a l'inici del camí de la Pomereda, i al sud-oest amb la riera de Sant Genís de Palafolls, que la separa de la platja de l'Astillero. Orientada al sud-sud-est, té una longitud de 900 metres i una amplada de 50 a 80 metres, formada per sorra gruixuda i una entrada al mar força gradual. S'hi accedeix a través dels passos subterranis que travessen la via del tren. No s’hi pot accedir amb vehicle particular, ja que l'envolta un llarg passeig marítim, on hi ha algun bar restaurant.
Disposa d'un ampli ventall de serveis: dutxes, quiosquets, lloguer de para-sols i gandules, passarel·les de fusta, serveis per a persones amb mobilitat reduïda, vigilància policial i punt d'assistència sanitària.
L'Agència Catalana de l'Aigua efectua un control setmanal de la qualitat de l'aigua, durant la temporada de bany, amb el resultat d'excel·lent. Està guardonada amb la Bandera Blava, que reconeix internacionalment la qualitat de l'aigua i serveis.